# Kelly Chen
Kelly Chen (chino tradicional:陳慧琳, chino simplificado:陈慧琳) (nacida el 13 de septiembre de 1973 en Hong Kong), es una cantante del género cantopop y actriz hongkonesa. Chen ha sido ganadora de varios premios y además ha participado en muchas actividades filantrópicas.

## Biografía
Chen, cuyo nombre verdadero es Vivian, nació el 13 de septiembre de 1973 en Hong Kong, asistió a la Academia de la Escuela Internacional de Canadá, en Kōbe, Japón, para la escuela secundaria y después a Parsons The New School for Design en Nueva York, donde estudió diseño gráfico. Chen comenzó a salir con Alex Lau (刘建浩) en 1992. Los dos se separaron en 1999, y Lau comenzó a salir con otra mujer. Después de seis meses, sin embargo, Lau Chen la buscó y los dos reanudaron su relación. El 2 de octubre de 2008, Chen y Lau contraen nupcias en el Hotel InterContinental de Hong Kong. Chen dio a luz a un bebé, llamado Chace Lau Sing el 10 de julio de 2009.

## Filmografía
Su primer debut filmográfico fue en 1995, en Whatever Will Be, Will Be (仙樂飄飄, Xian Yue Piao Piao, literalmente Música celestial flotando en el aire). Kelly Chan ha protagonizado cameos en varias películas desde entonces. Su filmografía incluye los filmes: 
- Whatever Will Be, Will Be (仙樂飄飄, 1995)
- Lost and Found (天涯海角, 1996)
- Anna Magdalena (安娜瑪德蓮娜, 1998)
- Hot War (幻影特攻, 1998)
- Metade Fumaca (半支煙, 1999) - Cameo
- Tokyo Raiders (東京攻略, 2000)
- And I Hate You So (小親親, 2000)
- Lavender (薰衣草, 2000)
- Calmi Cuori Appassionati (冷靜與熱情之間, 2001)
- Merry Go Round (初戀拿喳麵, 2001) - Cameo
- Infernal Affairs (無間道, 2002)
- Infernal Affairs III (無間道 III, 2003)
- Breaking News (大事件, 2004)
- Super Model (我要做Model, 2004) - Cameo
- McDull, The Alumni (春田花花同學會, 2006) - OL
- It's a Wonderful Life (心想事成, 2007)
- An Empress and the Warriors (江山美人, 2008)

## Discografía

### Studio Albums

#### Hong Kong Cantonese
- Intoxicated Lover 醉迷情人 (Diciembre de 1995)
- Wind, Flower, Snow 風花雪 (Octubre de 1996)
- Starry Dreams of Love 星夢情真 (Junio de 1997)
- A Movie 一齣戲 (Diciembre de 1997)
- Da De Dum (I Am Falling Out of Love) Da De Dum（我失戀）(July 1998)
- True Feeling 真感覺 (Febrero de 1999)
- Don't Stop Loving Me 繼續愛我 (Agosto de 1999)
- Paisley Galaxy 花花宇宙 (Mayo de 2000)
- The Big Day 大日子 (Noviembre de 2000)
- In The Party (Julio de 2001)
- ASK (19 de diciembre de 2001)
- ASK KELLY (1 de febrero de 2002)
- Dynacarnival 飛天舞會 (12 de julio de 2002)
- Baby Cat (13 de diciembre de 2002)
- Love 愛 (22 de agosto de 2003)
- Stylish Index (23 de julio de 2004)
- GRACE AND CHARM (22 de diciembre de 2004)
- Happy Girl (25 de agosto de 2006)
- Kellylicious (16 de mayo de 2008)
- Reflection (7 de febrero de 2013)
- And Then (15 de enero de 2016)

#### Taiwanese Mandarín
- I Don't Think So 我不以為 (Mayo de 1996)
- Insight 體會 (Agosto de 1997)
- You're Not The Same 你不一樣 (Marzo de 1998)
- Love Me Or Not 愛我不愛 (Diciembre de 1998)
- Love You So Much 愛你愛的 (Abril de 2000)
- Flying 飛吧 (Agosto de 2001)
- Love Appeared 愛情來了 (10 de mayo de 2002)
- You Don't Mean It 心口不一 (1 de agosto de 2003)
- Eternal Sunshine 我是陽光的 (16 de septiembre de 2005)
- Chasing Dreams 微光 (16 de marzo de 2010)

#### Japanese
- GRACE (29 de enero de 2002)

### Singles
- The beginning is a cunning morning

### Extended Play
- Kelly Game – Little Kelly 陳慧琳唱遊小時候 (26 de marzo de 2002)

### Remix Albums

#### Hong Kong Cantonese
- Kelly Chen BPM Dance Collection (Marzo de 2001)

#### Taiwanese Mandarin
- Kelly Chen BPM Dance Collection Volume 4 (Diciembre de 2001)

### Greatest Hits Albums

#### Hong Kong Cantonese
- True Love Special Edition 真情細說 (1996)
- Who Wants To Let Go 17 Greatest Hits 誰願放手精選十七首 (Diciembre de 1996)
- Lover's Concerto (Abril de 1998)
- Kelly Chen Collection 95-00 (Junio de 2000)
- Colors of Love  – New + Best Collection 戀愛情色 (Diciembre de 1999)
- BELOVED 陳慧琳最愛的主題曲 (Septiembre de 2002)
- Red 陳慧琳 Red (19 de diciembre de 2003)
- Especial Kelly (21 de diciembre de 2006)

#### Taiwanese Mandarin
- Kelly's Greatest Hits 最愛陳慧琳精選輯 (Mayo de 1999)
- Shining & Colorful 閃亮每一天 (Noviembre de 2002)

#### Japanese
- Kelly's Best Collection 1997 (1997)
- Best of Kelly Chen (1998)

### Compilations
- Open Up The Sky 打開天空 (Septiembre de 1995)

### Video Albums

#### Hong Kong Cantonese
- Who Wants To Let Go 17 Greatest Hits 誰願放手精選十七首 (Diciembre de 1996)  (VCD/LD)
- Faye and Kelly Party 菲琳派對 (Febrero de 1997) (VCD/LD/DVD)
- I Care About You So MuchMusic Videos Karaoke 對你太在乎卡拉OK (Mayo de 1999)(VCD)
- UnprecedentednessMusic Videos Karaoke  前所未見精選卡拉OK (Diciembre de 2004)(VCD/DVD)

#### Taiwanese Mandarin
- Insight 體會 (Agosto de 1997) (VHS)
- Defenseless Heart 心不設防 (1998) (VCD)
- The Best Of Kelly Chen Music Video Vol. 1  慧聲慧影精選集1(1999) (DVD)
- Love You So Much 愛你愛的 (Marzo de 2000) (VCD)
- Flying 飛吧 (Enero de 2002) (VCD)
- Love Appeared 愛情來了 (Marzo de 2003)(VCD)

### Live Albums
- Starry Dreams of Love Live in Concert 星夢情真演唱會 (Agosto de 1997)
- Kelly Chen Music is Live in Concert 拉闊音樂演唱會 (Marzo de 1998)
- Kelly Chen Paisley Galaxy Live in Concert 花花宇宙演唱會 (Septiembre de 2000)
- Go East 5th Anniversary in Concert 正東五週年接力演唱會 (Octubre de 2000)
- Music Is Live Concert 拉闊音樂演唱會 (Noviembre de 2001)
- Kelly Dynacarnival 2002 Concert 陳慧琳飛天舞會演唱會 (Octubre de 2002)
- Lost in Paradise 2005 Concert Live 陳慧琳紙醉金迷2005演唱會 (9 de diciembre de 2005)
- Kelly x Jorden Music is Live Concert 陳慧琳 x 陳小春 拉闊演奏廳 (23 de octubre de 2006)
- Kelly Chen Love Fighters Concert 2008 陳慧琳Love Fighters演唱會2008 (13–18 de junio de 2008)

### Soundtracks
- Whatever Will Be, Will Be 仙樂飄飄 (Agosto de 1995)
- Mulan 花木蘭 (1998)
- Humdrum Puppy Love 初戀o拿o查麵原聲大碟 (Noviembre de 2000)
- Lavender Original Movie soundtrack 薰衣草電影原聲大碟 (Diciembre de 2001)